# Miriam Gallardo
Miriam Gallardo (2 de maig de 1968) és una exjugadora de voleibol del Perú. Va ser internacional amb la Selecció femenina de voleibol del Perú. Va competir en els Jocs Olímpics d'Estiu de 1984 a Los Angeles i va guanyar la medalla de plata en els Jocs Olímpics d'Estiu de 1988 a Seül. També va guanyar la medalla de bronze en el Campionat del Món de voleibol femení disputat a Praga en 1986.